# Otyg
Otyg é uma banda de folk metal/viking metal da Suécia. A banda é liderada por Andreas Hedlund.

## Integrantes
- Vintersorg (Andreas Hedlund) - Vocais, guitarras e alaúde (Está envolvido com as bandas Vintersorg, Borknagar, Havayoth, Fission , Waterclime e Cronian)
- Cia Hedmark - Violinos e Vocais (Na banda [asket Casey)
- Daniel Fredriksson - Baixo, willow flute, keyed fiddle, mouth-harp and lute guitar (Também na banda Pettersson & Fredriksson)
- Mattias Marklund - Guitarra (Também nas bandas Vintersorg e Casket Casey)
- Fredrik Nilsson - Bateria

Integrantes anteriores
- Samuel Norberg (1995-1997) - mouth harp
- Stefan Strömberg (1995-1997) - drums (Atualmente na banda Casket Casey)

## Discografia

### Demos
- Bergtagen Demo 1995
- I Trollskogens Drömmande Mörker Demo 1996
- Galdersång till Bergfadern Demo 1997
- Djävulen Demo 2000

### Álbuns
- Älvefärd 1998
- Sagovindars Boning 1999
- Live in Asten-Heudsen 2005